# Nancy Drew (film 2002)
Nancy Drew è un film per la televisione statunitense del 2000 diretto da James Frawley.
Liberamente ispirata all'omonima collana narrativa, la pellicola si discosta dall'opera originale poiché ambientata fuori dalla fittizia cittadina di River Heights e poiché trasporta la giovane detective, interpretata da Maggie Lawson, in una versione più moderna.

## Trama
L'esuberante e geniale Nancy Drew, fresca di diploma, si appresta a frequentare il suo primo anno come matricola di giornalismo alla River Heights University con le amiche di sempre: Bess e George, assieme alle quali, ed all'eccentrica Christina Luisa Marie Tweenky, detta Teeny, divide anche la stanza nel dormitorio.
Dopo la prima lezione del burbero professor Shifflin, Nancy e le sue amiche tentano l'ingresso nella confraternita studentesca Tri-PI; durante la cerimonia tuttavia, un'ambulanza arriva nel campus per prelevare Jesse Adamson, la stella della squadra di football nonché ragazzo della presidentessa della Tri-PI, Allison Price. Il ragazzo, rinvenuto privo di sensi, viene trasportato d'urgenza all'ospedale ed entra misteriosamente in coma. 
Nancy, da sempre dotata di fiuto per i casi misteriosi, capisce che c'è qualcos'altro dietro l'evento e, quindi, comincia ad indagare per conto suo indispettendo la bisbetica vicepresidentessa della confraternita, Jaclyn Kennedy Calberson e tentando di convincere delle sue supposizioni il detective Patrick Daly. 
Trafugata di nascosto la cartella clinica del giovane, Nancy inizia a sospettare che questi sia rimasto coinvolto in un traffico di sostanze dopanti all'interno della squadra di football. L'inchiesta inizia tuttavia a portare a delle conseguenze spiacevoli per la giovane, ben presto infatti sia il professor Shifflin che il coach Jeffries la invitano a desistere dalla sua curiosità ricordandole che un'accusa sostenuta da un numero insufficiente di prove equivarrebbe all'espulsione dall'università; fatto che la porta ad avere un litigio con suo padre Carson che, vedovo da anni, pur avendo sempre avuto fiducia negli istinti e nella responsabilità di sua figlia, si preoccupa che il coinvolgimento eccessivo nel caso possa rovinare il brillante futuro che egli ha sempre desiderato per lei e la invita a rinunciare, senza però venire ascoltato dalla sempre più ostinata ragazza.
Decisa a scoprire ad ogni costo cosa è realmente accaduto a Jesse, Nancy irrompe durante la notte nell'ufficio del direttore sportivo universitario James Mitchell e ne hackera il computer; tuttavia viene scoperta ed arrestata. Seppur profondamente deluso, il padre avvocato interviene promettendo al coach di tenere la figlia lontana dal dipartimento sportivo, cosa che salva Nancy dall'espulsione per il rotto della cuffia.
Abbattuta, Nancy trova sostegno in Bess e George che, seppur coscienti del pericolo corso, decidono di assistere l'amica nella sua ricerca della verità; con l'assistenza delle due e, inaspettatamente, anche quella della Tri-PI, Nancy scopre che dietro tutto il traffico di steroidi c'è proprio il preparatore sportivo e, avvicinato Franklin Roosevelt Sanderson, migliore amico e compagno di squadra di Jesse, lo convince a confessare tutto ciò al detective Daly mettendo fine all'operazione criminale una volta per tutte.
La coraggiosa indagine della ragazza, ed il conseguente articolo che essa stessa scrive in proposito, la portano a divenire una sorta di celebrità a River Heights, guadagnando il rispetto del professor Shifflin e riappacificandosi col padre.
Inoltre, nel finale, Ned Nickerson, ragazzo con cui essa ha una relazione altalenante fin dal liceo, le fa visita al campus. I due decidono di tentare nuovamente un appuntamento.

## Differenze con i libri
- Nancy, nei libri, ha i capelli rossi mentre nel film è bionda.
- L'auto di Nancy nel film è la tipica Cabriolet blu metallizzato tuttavia, a causa dell'ambientazione della pellicola, il modello è visibilmente risalente al 2000.
- Nei libri Nancy frequenta l'Emerson College non la River Heights University.
- Nei libri Nancy non studia giornalismo bensì, dopo il diploma, sceglie di intraprendere la carriera di investigatrice.
- Come da tradizione delle trasposizioni cinematografiche della collana, Carson Drew assiste direttamente la figlia nelle sue indagini pur disapprovando il suo coinvolgimento ma, nei libri, egli approva in pieno l'operato della ragazza.
- La storia familiare di Nancy nel film è quella usata nei libri pubblicati tra 1959 e 1979, dove sua madre Kate è morta quando lei aveva tre anni piuttosto che dieci, come usato nella serie originale e in quella degli anni 2000.
- Nella pellicola Bess è molto più coraggiosa della sua controparte cartacea.
- I tipici aspetti da "maschiaccio" di George sono stati vistosamente smussati.
- Il personaggio di Hannah Gruen è stato ribattezzato Hannah Green.
- Nei libri Ned frequenta il college già da quando Nancy è al terzo anno di liceo mentre nel film tra i due non vi è alcuna differenza d'età e sono matricole nello stesso anno.